# Delvinë
Delvinë ou Delvina (Greek: Δελβίνο, Dhelvíno) é uma cidade e município (em albanês:  bashkia) do sul da Albânia. É a capital do distrito de Delvinë na prefeitura de Vlorë. Está localizada 16 km a nordeste de Sarandë.
Delvina perdeu desde de 1990 pelo menos um terço de sua população e possui hoje 4.200 habitantes (estimativa 2004).